# Periphere Schilddrüsenhormonresistenz
Periphere Schilddrüsenhormonresistenz bezeichnet zusammenfassend eine uneinheitliche Gruppe seltener angeborener Erkrankungen mit den Hauptmerkmalen Schwerhörigkeit und Resistenz gegen Schilddrüsenhormone, bei denen zwar genügend Schilddrüsenhormone produziert werden, diese aber auf die Zellen des Körpers nicht wirken können. Die verschiedenen Krankheitsformen können mit einem angeborenen Kropf und/oder einer Mangelversorgung mit Schilddrüsenhormonen einhergehen.
Synonyme sind: Refetoff-De-Wind-De-Groot-Syndrom; Refetoff-Syndrom
Die Bezeichnung bezieht sich auf die Erstautoren der Erstbeschreibung aus dem Jahre 1967 durch die Internisten Samuel Refetoff, Loren T. De Wind und Leslie J. De Groot.

## Einteilung
Je nach Form der Resistenz gegen Schilddrüsenhormon können folgende Formen unterschieden werden:
- Generalisierte Form (das gesamte Körpergewebe ist resistent). Häufigste Form ist die generelle periphere Schilddrüsenhormonresistenz, dabei sprechen weder die Hypophyse noch die übrigen Gewebe ausreichend auf Thyroxin (T4) und Trijodthyronin (T3) an.
- Selektive Form (Hypophyse als einziges Körpergewebe betroffen oder nicht betroffen)
  - Selective pituitary resistance (es fehlt nur die Wirksamkeit auf die Hypophyse zentrale Hormonresistenz)
  - Selective peripheral resistance

## Verbreitung
Die Häufigkeit wird mit  1 zu 50.000 Lebendgeburten angegeben.

## Ursache
Der Erkrankung liegen in den meisten Fällen Mutationen im THRB-Gen auf Chromosom 3 Genort p24.2 zugrunde, welches für die hormonbindende Domäne des T3-Rezeptor-b-Gens kodiert.
Die Vererbung erfolgt autosomal-dominant, oder autosomal-rezessiv.

## Klinische Erscheinungen
Klinische Kriterien sind:
- diffuse weiche Struma
- angeborene Innenohrschwerhörigkeit
- verzögertes Knochenwachstum stippled epiphys
- Gesichtsauffälligkeiten „Vogelgesicht“
- Kielbrust, hochstehendes Schulterblatt

Bei einer Hormonresistenz der Hypophyse (zentraler und generell peripherer Typ) ist der TSH-Spiegel ständig erhöht. Hieraus können Struma-Bildung und manchmal eine Hyperthyreose (Schilddrüsenüberfunktion) folgen.

## Diagnostik
T4 und T3 liegen oberhalb der Norm. Thyreotropin (TSH) ist normal oder nur mäßig erhöht. Der TSH-Anstieg im TRH-Test ist normal oder erhöht. Durch Gaben von T4 lässt sich TSH nicht supprimieren.
Die Einschätzung, ob eine Euthyreose oder Hyperthyreose vorliegt, muss – da der TSH-Wert nicht verlässlich ist – klinisch erfolgen. Hier können die Achillessehnenreflexzeit und die Pulswellenerscheinungszeit als Hilfe herangezogen werden.

## Therapie
Bei der generellen Form wird im Allgemeinen nicht therapiert, wenn eine normale Schilddrüsenfunktion vermutet wird. Sollte klinisch eine Unterfunktion vorliegen, wird T4 in derjenigen Dosis gegeben, bei der klinisch eine normale Funktion erreicht wird.
Bei der hypophysären Form wird thyreostatisch behandelt, wenn nach klinischer Einschätzung eine Überfunktion besteht. Man kann versuchen, mit hochdosiertem D-Thyroxin oder D-Triiodthyronin die Ausschüttung von TSH zu supprimieren. Bei fehlendem Erfolg muss schließlich die Schilddrüse operativ vollständig entfernt werden (Thyreoidektomie). Die anschließende Substitutionsbehandlung mit Schilddrüsenhormonen muss sich wiederum am klinischen Bild orientieren, da der TSH-Wert nicht verlässlich ist.